# Liga Malthusiana
A Liga Malthusiana foi uma organização britânica que defendeu a abolição de todas as penalidades contra a discussão pública de contracepção e a educação do público sobre a importância do planejamento familiar. Foi estabelecida em 1877 e dissolvida em 1927. A organização era secular, utilitária, individualista e "acima de tudo malthusiano".
A liga foi inicialmente fundada durante o "julgamento de Knowlton" de Annie Besant e Charles Bradlaugh em julho de 1877. Eles foram processados por publicar Fruits of Philosophy, de Charles Knowlton, onde explicaram vários métodos de controle de natalidade. A Liga foi formada como um órgão permanente para defender a eliminação de penalidades para a promoção do controle de natalidade, bem como para promover a educação pública sobre a contracepção.
Ligas semelhantes foram fundadas em vários outros países europeus, incluindo Alemanha, França e Holanda nos anos seguintes. Em 1892, a liga holandesa tornou-se a primeira a criar uma clínica médica para fornecer informações diretamente aos pobres.